# Ludolf Christian Treviranus
Prof. Ludolph Christian Treviranus (Bremen, 18 de septiembre de 1779 - Bonn, 6 de mayo de 1864) fue un botánico, y pteridólogo alemán. Era hermano menor del naturalista Gottfried Reinhold Treviranus (1776-1837).
En 1801, obtuvo su doctorado en la Universidad de Jena, donde tuvo como maestros al botánico August Batsch (1761-1802) y a los filósofos Friedrich Schelling (1775-1854) y Johann Gottlieb Fichte (1762-1814). En 1807 fue profesor en el Lyceum de Bremen, y en 1812 lo fue de historia natural y de botánica en la Universidad de Rostock, y donde también fue director de los Jardines Botánicos. En 1816, reemplazó a Johann Heinrich Friedrich Link (1767-1851) como profesor de botánica en la Universidad de Breslau, y para 1820 es transferido a la Universidad de Bonn, donde sucedería a Christian G.D. Nees von Esenbeck (1776-1858). Treviranus permaneció en Bonn hasta su deceso en 1864.
Treviranus se especializó en Anatomía, Fisiología vegetal y Morfología vegetal. Se acreditó el proponer la hipótesis de que las células vegetales estaban separadas en unidades individuales por un espacio intercelular.

## Algunas publicaciones
- 1806. Vom inwendigen Bau der Gewächse (De la estructura interna de las plantas)

- 1811. Beiträge zur Pflanzenphysiologie (Contribuciones a la Fisiología vegetal)

- 1815. Von der Entwickelung des Embryo und seiner Umhüllungen im Pflanzenei (Desde el desarrollo del embrión vegetal y sus envolturas)

- 1827. (con Gottfried Reinhold Treviranus) Zeitschrift für Physiologie: In Verbindung mit mehreren Gelehrten, Untersuchungen über die Natur des Menschen, der Thiere und der Pflanzen, August Osswald

- 1828. De ovo vegetabili ejusque mutationibus observationes recentiores

- 1831. Symbolarum phytologicarum, quibus res herbaria illustratur, scripsit Ludolphus Christianus Treviranus, Gottingae: Sumtibus Dieterichianis

- 1835-1838. Physiologie der Gewächse (Fisiología vegetal), 2 vols. vol. 1 vol. 2

- 1855. Die Anwendung des Holzschnittes zur Biolichen Darstellung von Pflanzen (El uso de la xilografía en la representación biológica vegetal)

## Honores

### Epónimos
Género
- (familia Gesneriaceae) Trevirana Willd.[1]
- La abreviatura «Trevir.» se emplea para indicar a Ludolf Christian Treviranus como autoridad en la descripción y clasificación científica de los vegetales.[2]